# Eucalyptus cyclostoma
Eucalyptus cyclostoma är en myrtenväxtart som beskrevs av Murray Ian Hill Brooker. Eucalyptus cyclostoma ingår i släktet Eucalyptus och familjen myrtenväxter. Inga underarter finns listade i Catalogue of Life.